# Усть-Уй
Усть-Уй — упразднённая деревня в Тарском районе Омской области России. Входила в состав Самсоновского сельского поселения. Упразднена в 2008 году, фактически включена в состав поселка Максима Горького в качестве улицы Усть-Уйской.

## География
Деревня располагалось в месте впадения реки Уй в Иртыш, у южной окраины посёлка Максима Горького. 

## История
Упразднена законом Омской области от 01 ноября 2008 года № 1090-ОЗ упразднены 15 селений

## Население
Согласно результатам переписи 2002 года, в деревне отсутствовало постоянное население.

## Инфраструктура
Пристань на реке Иртыш.

## Транспорт
Водный и автомобильный транспорт.